# Рысбеков, Мырзабек Мырзашевич
Мырзабе́к Мырза́шевич Рысбе́ков (род. 15 октября 1958, села Кызыл-Ащы, Талды-Курганская область) — ректор Южно-Казахстанской медицинской академии.

## Биография
В 1965—1971 годы учился в средней школе Жыланды Андреевского района, в 1975 году окончил среднюю школу им. Н. К. Крупской (Ушарал). В 1975—1977 годы работал в совхозе имени Кирова (Алакольский район).
В 1983 году окончил лечебный факультет Алма-Атинского медицинского института, в 1984 — интернатуру по хирургии в Талдыкорганской областной больнице. В 1984—1987 — врач-хирург, заведующий хирургическим отделением Алакольской центральной районной больницы.
В 1989 году окончил клиническую ординатуру во Всесоюзном научном центре хирургии (Москва). В 1989—1999 годы работал на кафедре госпитальной хирургии Казахского медицинского университета им. С. Д. Асфендиярова (старший лаборант, ассистент, затем — доцент); одновременно — заместитель декана лечебного факультета университета (1993—1995), старший научный сотрудник отдела трансплантологии и искусственных органов Научного центра хирургии им. А. Н. Сызганова (1996—1999).
В 1999—2009 годы — проректор по клинической и воспитательной работе и по организационно-экономической работе (2007—2009) Южно-Казахстанской государственной медицинской академии, профессор кафедры общей и факультетской хирургии, заведующий кафедрой госпитальной хирургии.
С сентября 2009 по апрель 2010 года — профессор кафедры хирургических болезней № 1 АО «Медицинский университет Астана».
В 2010—2011 годы работал в Министерстве здравоохранения Республики Казахстан: заместитель директора, директор департамента стратегического развития, директор департамента по Южно-Казахстанской области Комитета контроля качества медицинской и фармацевтической деятельности.
В 2011—2016 годы — профессор кафедры общей хирургии АО «Медицинский университет Астана»; в 2016—2018 — директор ТОО «Казахский инновационный Университет».
В 2018 году  избран Академиком "Академии фундаментальной и клинической медицины" .
С 13 февраля 2018 года — ректор Южно-Казахстанской медицинской академии.
Был секретарём общества хирургов города Алматы и Алматинской области (1993—1995), ответственным секретарём журналов «Хирургия Казахстана» (1993—1995), «Медицинский журнал Казахстана» (1996—1999).

## Научная деятельность
В 1992 году защитил кандидатскую, в 1998 — докторскую диссертацию. Доцент (1996), профессор (2000).
Подготовил 8 кандидатов наук. Автор  346 научных статей и работ, из них 21 патент на изобретения, 6 учебно-методических пособий, 1 монографии, является научным руководителем 8 диссертаций на соискание ученой степени «кандидата медицинских наук», 1 магистерской диссертации.

### Избранные труды
- Рысбеков М. М. Комплексная оценка функции трансплантата поджелудочной железы в раннем послеоперационном периоде : (Эксперим. исслед.) : Автореф. дис. … канд. мед. наук : (14.00.27; 14.00.41) / АМН СССР. Всесоюз. науч. центр хирургии. — М., 1991. — 27 с.
- Рысбеков М. М. Хирургическая коррекция инсулинзависимого сахарного диабета : автореф. дис. … д-ра мед. наук : 14.00.27. — Алматы, 1998. — 47 с.

## Награды
- нагрудный знак «Отличник здравоохранения[каз.]» Министерства здравоохранения Казахстана (2002).
- В 2019 году награжден благодарственным письмом президента К.К.Токаева